# Motonari Móri
Motonari Móri, japonsky 毛利 元就, Móri Motonari, (16. duben 1497 – 6. červenec 1571) byl prominentním daimjó ze západního regionu Čúgoku, který sehrál významnou roli během období Sengoku.

## Život
Narodil se jako Šodžumaru v malém panství provincie Aki. Jeho otec, Hirotomo Móri, zemřel, když mu bylo devět let a ponechal vedení klanu na Motonariho starším bratrovi Okimotovi. Ten dodržoval spojenectví s Jošiokim Óuči (jenž byl silným daimjóem na západ od panství Móriů), které zařídil již Hiromoto kdysi v Kjótu. Roku 1516 však Okimoto umírá a Motonari se stal ochráncem jeho syna Komacumarua. Zanedlouho však zemřel také Okimotův syn a Motonari se dostává do čela klanu Móri.
Sevřenost mezi silnými klany Amago a Óuči nutila Motonariho vládnout notnou dávkou diplomacie a šetrného využívání síly. Díky vynikajícímu strategickému myšlení dokázal obratně využít své schopnosti a oba klany pokořit. Když se k úspěchům později přidala porážka klanu Ótomo z provincie Bungo, jeho západní hegemonii v Čúgoku nestálo nic v cestě.
Motonari měl tři syny, jejichž jména se zapsala do historie. Takamoto Móri, Motoharu Kikkawa i Takakage Kobajakawa byli vychováváni tak, aby dokázali společně udržet silné postavení Móriů. Demonstroval tuto filozofii na svém šípu. Každého syna donutil zlomit jeden šíp. Pak to samé museli zopakovat se třemi šípy najednou. V druhém případě šípy nedokázali zlomit, čímž je vysvětleno, proč je důležité, aby všichni tři drželi při sobě.
Nejstarší syn, Takamoto, zemřel po rychle probíhající nemoci (nebo otravě), během svého tažení proti klanu Amago. Kvůli tomu se nestal Motonariho nástupcem, a tento post připadl Takamotovu synovi Terumotovi. Rozezlen a rozhořčen, nechal Motonari popravit a zlynčovat všechny, kteří mohli být za Takamotovu smrt odpovědni.
Motonari měl celkem synů devět a k tomu dvě dcery. Čtyři děti (včetně výše zmíněných třech synů) měl se svou ženou Мii-no-katou (někdy též Mjókjú), tři děti s ženou z klanu Nomi a čtyři s ženou z klanu Mijoši.